# Silberschmiede M.T. Wetzlar
Die Silberschmiede M.T. Wetzlar war eine von 1875 bis 1938 in München bestehende Silberschmiede. Ihr Gründer war der namensgebende Moses Tobias Wetzlar. Nach seinem Tod 1916 führten seine Söhne die Firma bis zur Arisierung 1938 weiter.

## Geschichte
Moses Tobias Wetzlar (* 31. Oktober 1847 in Gudensberg als Sohn des Mordechai Wetzlar) zog 1875 mit seiner ersten Frau Flora Frummet Ellern (1853–1900) von Hessen nach München.
Hier eröffnete er ein Silberwarengeschäft (ab 1903 in der Maximilianstraße 2 ansässig), das bald als eine der führenden Adressen für Silber in der Stadt galt. Im Hinterhaus befand sich die Silberschmiede-Werkstätte. Wetzlars Silberarbeiten zeichnen sich durch eigene Entwürfe und hohe Verarbeitungsqualität des in der Regel dickwandigen Silbers aus. Die Silberwaren hatten hohen künstlerischen Wert und sind mit Stücken von C. Wollenweber oder Th. Helden vergleichbar.
Die Familie mit ihren sechs Kindern integrierte sich ins bürgerliche wie ins jüdische Leben Münchens. Wetzlar war Kantor der orthodoxen Alten Synagoge Ohel Jakob. 1907 verlieh Kronprinz Rupprecht von Bayern dem Geschäft den Titel „Hoflieferant Seiner Königlichen Hoheit“. Moses Tobias Wetzlar verstarb am 16. März 1916. Seine Söhne Markus (1882–1925), Heinrich (1891–1974) und Alexander (1893–1958) blieben der Firma verbunden. Heinrich und Alexander setzten in den 1920er Jahren mit neuen Entwürfen künstlerische Impulse für die Firma, so entwarf Heinrich 1930 das 8361 Teile zählende Ratsbesteck der Stadt München, das noch bis 1980 genutzt wurde.
Mit der Machtergreifung der Nationalsozialisten litt die Firma unter starken Repressalien. Schon 1933 riefen die Nationalsozialisten zum Boykott jüdischer Geschäfte auf. Offizieren, Beamten und Personen des öffentlichen Lebens ebenso wie Gesellschaften, Verbänden etc. war es nun verboten, mit der Fa. Wetzlar Geschäfte zu tätigen. Vor dem Laden zogen SA Posten auf, um Kunden am Betreten zu hindern. Massive Umsatzrückgänge waren die Folge. 1938 erfolgte unmittelbar nach der Kristallnacht die Arisierung der Firma, was die bürgerliche Existenz der Familie zerstörte. Ihr Betrieb, dessen Warenlager allein über 100.000 Reichsmark wert war, wurde an die Brüder Friedrich und Leonhard Kleemann zwangsverkauft. Diese betrieben in München ein kleines Juwelen, Gold- und Silbergeschäft. Der Familie Wetzlar sollten hierfür rund 70.000 Reichsmark gezahlt werden, letztendlich gingen die Wetzlars wegen der Reichsfluchtsteuer leer aus, da sie 1939 nach England emigrierten. Kurz zuvor hatte die Familie gemäß dem Erlass zur Zwangsablieferung ihre gesamten privaten Silberbestände verloren.
Der letzte aus der Familie, Heinrich Wetzlar, kehrte 1956 nach München zurück. Er konnte aber nicht mehr in seinem angestammten Berufsfeld tätig sein und arbeitete als Verkaufsleiter im Geschäft der Porzellanmanufaktur Nymphenburg. Mit seinem Freitod 1974 erlosch die Familie. Vor seinem Tod schrieb er seine Erinnerungen nieder.
Arbeiten der Silberschmiede M.T. Wetzlar sind im Jüdischen Museum München und im Münchner Stadtmuseum zu sehen.
Der Kurator des Stadtmuseums, Florian Dering, widmete der Familie 2014 die Sonderausstellung „M.T. Wetzlar – Silberschmiede in München, gegründet 1875 – arisiert 1938“, in der etwa 200 Silbergeschirrteile gezeigt wurden, darunter Silberplatten, Kaffeeservices und große Pokale.